# بیخود شده
بیخود شده نام یک آلبوم موسیقی اثر محمدرضا لطفی، عبدالنقی افشارنیا، محمد قوی‌حلم و امید لطفی می‌باشد، این اثر حاصل ضبط کنسرت ۱۹۹۷ زوریخ است.این آلبوم موسیقی اولین بار خارج از ایران منتشر شد.